# Wataru Endo
Wataru Endo (遠藤 航 Endō Wataru?), född 9 februari 1993, är en japansk fotbollsspelare som spelar för Liverpool.

## Landslagskarriär
Endo debuterade för Japans landslag den 2 augusti 2015 i en 2–1-förlust mot Nordkorea. I maj 2018 blev han uttagen i Japans trupp till fotbolls-VM 2018.
I november 2022 blev Endo uttagen i Japans trupp till VM 2022.